# Cyathea lasiosora
Cyathea lasiosora là một loài thực vật có mạch trong họ Cyatheaceae. Loài này được Domin mô tả khoa học đầu tiên.